# Цимбалярия
Цимбалярия (также цимбалария; лат. Cymbalaria; от cymbalum — кимвалы) — род травянистых растений семейства Подорожниковые (Plantaginaceae), распространённый в Средиземноморье.

## Ботаническое описание
Небольшие, ползучие или лежащие, однолетние или многолетние травы. Листья очерёдные, сердцевидно-почковидные, длинночерешковые, по краю лопастные, с пальчатым жилкованием.
Цветки пазушные, мелкие (9—11 мм длиной), одиночные, на очень длинных тонких цветоножках. Чашечка почти до основания пятираздельная на слегка неравные ланцетные или линейные доли. Венчик ясно двугубый, с двулопастной верхней и трёхлопастной нижней губой, с тупой короткой шпорой, зев полностью закрытый. Тычинок 4, включённые в венчик, обе передние длиннее задних, прикреплённые в трубке венчика (кроме того, при основании трубки имеется очень маленький стаминодий). Пыльники стреловидные, соединённые попарно. Завязь равногнёздная, яйцевидная, с дисковидным слаборазвитым нектарником. Столбик тонкий, рыльце головчатое. Коробочка кожистая, почти шаровидная, многосеменная, очень тонко-равногнёздная, вскрывается двумя верхушечными трёхзубчатыми порами (отверстиями). Семена от ланцетных до округлых, чёрные, сетчато-морщинистые.

## Виды
Род включает 15 видов:
- Cymbalaria acutiloba (Boiss. & Heldr.) Speta
- Cymbalaria aequitriloba (Viv.) A.Chev.
- Cymbalaria bakhtiarica Podlech & Iranshahr
- Cymbalaria ebelii (Cufod.) Speta
- Cymbalaria fragilis (J.J.Rodr.) A.Chev.
- Cymbalaria glutinosa Bigazzi & Raffaelli
- Cymbalaria hepaticifolia (Poir.) Wettst.
- Cymbalaria longipes (Boiss. & Heldr.) A.Chev.
- Cymbalaria microcalyx (Boiss.) Wettst.
- Cymbalaria minor (Maire & Petitm. ex Cufod.) Speta
- Cymbalaria muelleri (Moris) A.Chev.
- Cymbalaria muralis G.Gaertn., B.Mey. & Scherb. typus — Цимбалярия постенная
- Cymbalaria pallida (Ten.) Wettst.
- Cymbalaria pluttula (Rech.f.) Speta
- Cymbalaria pubescens (J.Presl & C.Presl) Cufod.